# Huxter (Weisdale)

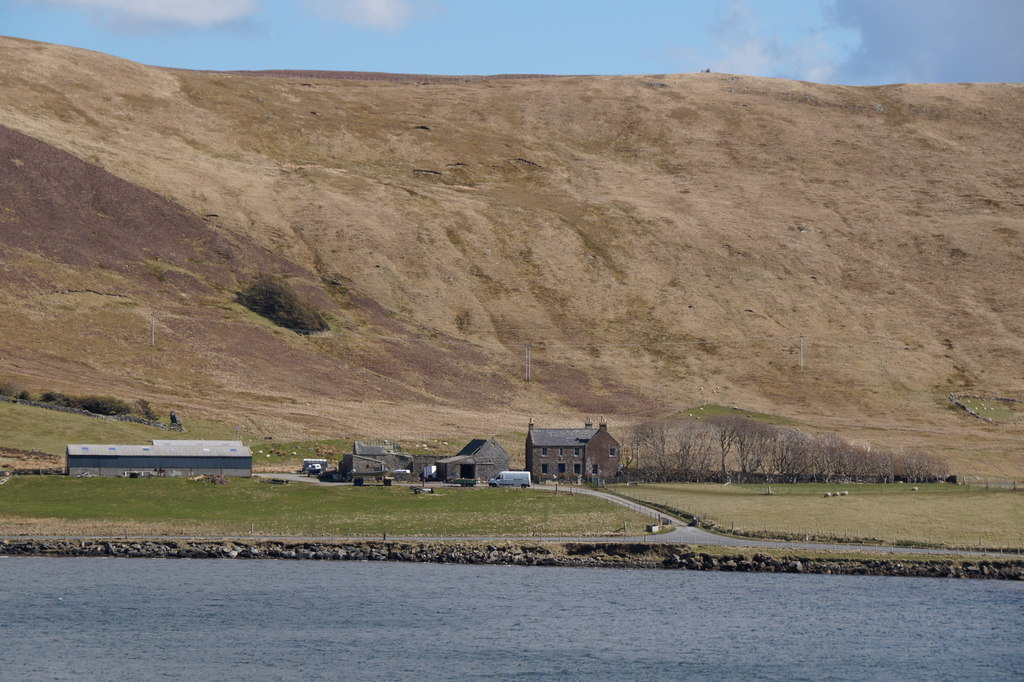
Blick über den Weisdale Voe auf South Huxter

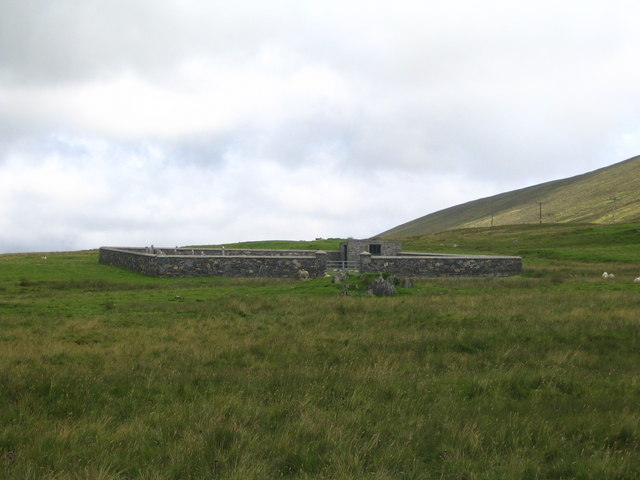
Friedhof von North Huxter

Huxter ist ein Weiler auf Mainland, der Hauptinsel der Shetlandinseln. Er liegt am Ostufer des Weisdale Voe an der A971 zwischen Hellister und Weisdale. Im Osten erhebt sich der 150 Meter hohe Hill of Huxter, ein südlicher Ausläufer des Hill of Moustoft. Huxter gehört zur Community Council Area Tingwall, Whiteness and Weisdale.

Ursprünglich bestand Huxter aus zwei rund fünfhundert Meter voneinander entfernt gelegenen Teilen. In South Huxter liegt das Ervhouse (auch Airvhouse), ein ehemals als Gasthaus mit Übernachtungsmöglichkeit genutztes Gebäude aus dem frühen 19. Jahrhundert. Es ist seit Juli 2007 als Listed Building der Kategorie C ausgewiesen und steht somit unter Denkmalschutz.
Das Gehöft North Huxter existiert nicht mehr, dort befindet sich heute nur noch ein Friedhof.